# Al subir el aguaje
«Al subir el aguaje» es un cuento del escritor ecuatoriano Joaquín Gallegos Lara, publicado en 1930 como parte del libro de cuentos Los que se van. El relato es notorio por ser la primera obra literaria ecuatoriana en retratar el tema de la homosexualidad femenina.
Como era habitual en las obras de Gallegos Lara y del resto de integrantes del Grupo de Guayaquil, el cuento incorpora el léxico del pueblo montubio en su narración.

## Personajes
Manflor, la protagonista de la historia, es descrita por Gallegos Lara como una mujer fuerte y poseedora de algunas características comúnmente consideradas masculinas, como "brazos redondos de músculos medio varoniles". El término "manflor" era en la época un modismo argentino utilizado para designar hombres considerados afeminados, además de estar compuesto por las palabras man (hombre en inglés) y flor (símbolo clásico de la feminidad). Durante el cuento es injuriada debido a su orientación sexual por el Cuchucho, quien la califica como "tortillera".
Cuchucho, el otro personaje del cuento, toma su nombre del coatí, un animal amazónico cuya carne se considera afrodisíaca.
De acuerdo al escritor Raúl Vallejo, la Manflor representa la disidencia ante las normas impuestas por la sociedad, mientras que el Cuchucho representa la violencia y el machismo.

## Argumento
La Manflor y el Cuchucho se encuentran en una balsa en medio del río cuando empieza a subir la corriente. Cuchucho intenta seducirla a pesar de conocer el rumor sobre la orientación sexual de la Manflor. Ella lo rechaza, por lo que el Cuchucho se le abalanza encima e intenta obligarla a tener relaciones sexuales. La Manflor logra repelerlo, pero al ver que el Cuchucho no parecía dispuesto a rendirse, lo reta a una pelea con machetes para decidir de una vez por todas el asunto en los siguientes términos: si Cuchucho gana, Manflor se acuesta con él; si Manflor gana, Cuchucho deja de molestarla. Ambos se baten a duelo y la Manflor lo derrota, por lo que el Cuchucho se resigna y la deja en paz.